# 峇里島國際會議中心
峇里島國際會議中心（英語：Bali International Convention Center，縮寫 BICC），是位於印尼峇里島努沙杜瓦的會議中心。自創立以來，包括2007年聯合國氣候變化大會在內，許多重要的國內和國際會議、展覽、博覽會、室內運動和音樂會在BICC舉行。

## 外部連結
- 官方网站